# Goronwy Owen
Goronwy Owen (Llanfair Mathafarn Eithaf, 1º gennaio 1723 – Contea di Brunswick, luglio 1769) è stato un presbitero e poeta gallese.

## Biografia
Dopo aver trascorso l'infanzia nella casa natale chiamata "Y Dafarn Goch" (La taverna rossa), studio alla "Friars School" di Bangor, poi al Jesus College di Oxford, anche se non vi rimase molto. Fu ammesso al college come attendente il 3 giugno 1742; ma nonostante il suo nome restasse registrato negli elenchi del college fino al marzo del 1748, anche se con alcune omissioni, vi risiedette soltanto per circa una settimana nel periodo estivo del 1744; e contrasse un debito di 15 scellini ed 1 penny che non fu mai pagato. 
Nel gennaio del 1746 fu ordinato sacerdote e prestò servizio come curato nella chiesa di St. Mary a Llanfair Mathafarn Eithaf. Ancora giovane lasciò Anglesey per sempre, cambiando spesso destinazione. Prima nel Denbighshire; poi nello Shropshire, prima ad Oswestry dove fu nominato direttore della "Oswestry School" e curato nella vicina Selattyn nel 1746; quindi fu direttore della "Grammar School" a Donnington e curato nella vicina Uppington, nei pressi di Shrewsbury, dal 1748 al 1753; in seguito si spostò a Walton (Liverpool) quindi a Northolt nel Middlesex. Nel novembre del 1757 emigrò in America, con la sua giovane famiglia, per occupare un posto al College di William e Mary in Virginia. Sebbene non avesse tenuto quel posto per molto tempo, rimase in Virginia fino alla morte.
In suo onore il villaggio di Benllech, frazione di Llanfair Mathafn Eithaf ad Anglesey, ha chiamato la sede del Consiglio locale, e la scuola elementare, "Ysgol Goronwy Owen" (Scuola Goronwy Owen); e la squadra di calcio "Clwb Pêl-Droed Bro Goronwy/Bro Goronwy Football Club".

## Lo scrittore
L'autore fu uno dei principali poeti gallesi del XVIII secolo. Padroneggiava la complicata metrica bardica tradizionale e, nonostante le circostanze l'avessero condotto all'esilio, ebbe un ruolo molto importante per il movimento letterario e per lo studio di cose antiche che si suole chiamare "Rinascimento gallese del XVIII secolo".
Fu un perfezionista, riluttante a pubblicare la propria opera; di conseguenza la sua produzione letteraria fu relativamente ridotta. Ciononostante la sua opera esercitò una grande influenza sulla poesia gallese per molte generazioni. La sua poesia e la sua tragica esistenza ne fecero un personaggio di culto nei circoli letterari gallesi. Divenne molto noto come poeta emigrato, che scrisse con la "hiraeth" (nostalgia) per la sua nativa Anglesey.
Apprese molto della sua arte poetica da Lewis Morris, un compaesano di Anglesey che, con i suoi fratelli e altri scrittori, fu una figura chiave nel circolo letterario gallese che Saunders Lewis chiamò la "Scuola degli augustei gallesi".

## Opere
- Dewisol Ganiadau yr Oes Hon (Canzoni scelte di quest'epoca), 1759 (Antologia. Include tre poesie di G.O.)
- Diddanwch Teuluaidd (Un diversivo decoroso), 1763 (nuova edizione, 1817) (Antologia in tre parti. Include quasi tutte le poesie di G.O. insieme ad opere di Lewis Morris e Huw Huws)
- Corph y Gainc, 1810 (Cinque poesie dal "Diddanwch")
- John Jones (A cura di), Gronoviana, Llanrwst, John Jones, 1860 (Tutte le poesie e una scelta di lettere)
- Parch. Robert Jones (A cura di), Poetical Works of Goronwy Owen, 2 voll., 1876
- Isaac Foulkes (A cura di), Holl Waith Barddonol Goronwy Owen, Liverpool, 1878 (Tutte le poesie)
- Isaac Foulkes (A cura di), Gwaith Goronwy Owen, Cyfres y Fil, Bala, 1902 (Sostanzialmente una nuova edizione del precedente volume)
- W.J. Gruffudd (A cura di), Cywyddau Goronwy Owen, 1907 (Edizione delle poesie, con note)
- J.H. Davies (A cura di), The Letters of Goronwy Owen, Cardiff, 1924
- Dafydd Wyn William (A cura di), Llythyrau Goronwy Owen (Le lettere di Goronwy Owen), 2014 (Edizione delle lettere, con note)

Singole poesie sono state pubblicate in numerose antologie ed altrove, tra cui The Oxford Book of Welsh Verse.